# Pirenoid

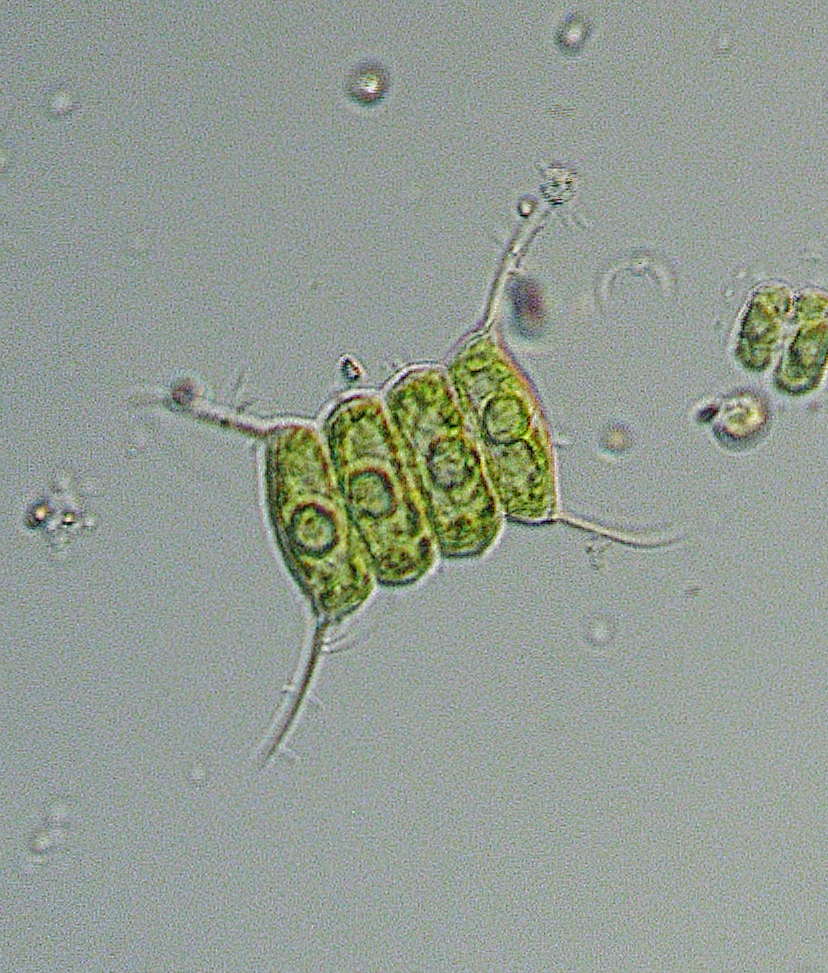
Pirenoidy centralnie położone w komórkach Scenedesmus quadricauda (Obraz z mikroskopu świetlnego, technika kontrastu Nomarskiego)

Pirenoid (gr. pyrén ‘pestka’ + eídos ‘postać’) – sferyczna, białkowa struktura o rozmiarach 1,5–2 μm, zbudowana głównie z karboksylazy/oksygenazy rybulozo-1,5-bisfosforanu (RuBisCO), występująca w chloroplastach glonów oraz glewików (Anthoceros). Wokół pirenoidów u Euglena często odkładają się pierścieniowate ziarna paramylonu, polisacharydu podobnego w swej budowie do skrobi. W chloroplaście może być 1 lub kilka pirenoidów. Pirenoid posiada zdolność silnego załamywania światła.